# Krajšići
Ne doit pas être confondu avec Krajišići.
Krajšići (en serbe cyrillique : Крајшићи) est un village de Bosnie-Herzégovine. Il est situé sur le territoire de la ville d'Istočno Sarajevo, dans la municipalité de Sokolac et dans la république serbe de Bosnie. Selon les premiers résultats du recensement bosnien de 2013, il ne compte aucun habitant.
Avant la guerre de Bosnie-Herzégovine, le village faisait entièrement partie de la municipalité d'Olovo ; après la guerre, son territoire a été partiellement intégré à la municipalité de Sokolac, rattachée à la république serbe de Bosnie ; la partie située dans la Fédération porte le nom de Krajišići.

## Géographie
Le village est situé au bord de la rivière Bioštica, un affluent droit de la Krivaja.

## Démographie

### Évolution historique de la population
| 1948 | 1953 | 1961 | 1971 | 1981 | 1991 | 2013 |
| ---- | ---- | ---- | ---- | ---- | ---- | ---- |
| -    | -    | 155  | 110  | 78   | 33   | 0    |

|  |

### Répartition de la population par nationalités (1991)
En 1991, les 33 habitants du village étaient tous serbes.